# Pseudautomeris ophthalmica
Pseudautomeris ophthalmica is een vlinder uit de familie nachtpauwogen (Saturniidae), onderfamilie Hemileucinae.
De wetenschappelijke naam van de soort is voor het eerst geldig gepubliceerd door Moore in 1883.